# Kiko el Crazy
José Alberto Rojas Peralta (Santo Domingo Este, 27 de septiembre de 1990) conocido profesionalmente como Kiko el Crazy, es un cantante, compositor y modelo dominicano. Fue galardonado en los Premios Juventud 2023, Premios Heat 2022, Premios Tu Música Urbano. Ha colaborado con cantantes como; Arcángel, Will.I.AM, Zion y Lennox, Farruko, Darell, El Alfa, Jowell y Randy, Ñengo Flow, Ozuna.

## Nacimiento
Rojas Peralta nació en Santo Domingo Este, Los Mina, el 27 de septiembre de 1990.

## Carrera musical
A la edad de diez años inició en la música, esto debido a que aprendió a tocar algunos instrumentos musicales. Dos años más tarde, cuando tenía 12 años, decidió tomar clases de guitarra para ampliar sus conocimientos. En 2008 tuvo influencia del rapero fallecido MonkeyBlack. En 2009 estrenó el sencillo «Un to pa to» el cual fue popular en su barrio natal, Los Mina. En 2011 fue nominado como compositor en los premios Casandra de la República Dominicana con la canción «Prende la hookah» interpretado por Tulile.
En 2019 en colaboración con Rochy RD estrenó el sencillo debut «Trucho», obutvo más de 29 millones de vistas en YouTube. En ese mismo participó en el remix «Bajé con trenza», en colaboración con Ozuna, y El Cherry Scom, audiovisual con más de 16 millones de vistas en YouTube, posteriormente estrenó los sencillos debut «Bájale» junto a Omy de Oro, «La Pampara», «Sube la Bocina en colaboración con Shelow Shaq, La Manta, El Cherry Scom, El Pope, Lolo en el Micrófono», «Vengan To´ en colaboración con Amenazzy», «Asicalao en colaboración con Noriel», «Tic Toc», «Popi», «Fue Por Tí», «Yo Doy Nota» .
En 2020 estrenó el remix del sencillo debut «Popi» en colaboración con El Alfa, Farruko, audiovisual con más de 7 millones de vistas en YouTube. En ese mismo año estrenó «Ruta», «Ojos de Caramelos», «Quiero Fiesta» «Taína junto a Lary Over» y «Se Acabó la Cuarentena, junto a Jowell y Randy» el cual alcanzó la posición #1 en la lista de Spotify, «Como Eh», «Caserio junto a Luar la L», «Dame de eso junto a Lenny Tavarez». En 2022 estrenó los sencillos «Busca un Culo, junto a El Alfa», «Comandante junto a Randy, Braulio Fogon», y «Soy Domi».
En 2022 estrenó el álbum de estudio «Llegó el Domi», que incluye colaboraciones con Ñengo Flow, Farruko, Darell, Arcángel, Wiliam, Zion y Lennox, Jowell y Randy, Nicole Franco. En ese mismo año estrenó junto al rapero estadounidense, CJ, el sencillo «No Face No Case».
En 2023 estrenó el segundo álbum de estudio «Pila'e Teteo», que incluye colaboraciones con Bulin 47, El Alfa, Flow 28, Angel Dior, Yaisel LM, El Fother, Chimbala, Mala Rodríguez, El Yala, Braulio Fogon, Treintisiete, Jon Z, Monkey Black, Yomel el Meloso.
En febrero de 2023, Rojas Peralta participó en el modelaje en New York Fashion Week.

## Discografía
Álbumes de estudio
- 2022: Llegó el Domi
- 2023: Pila e´ Teteo